# Herrschaft Waldeck (Hunsrück)

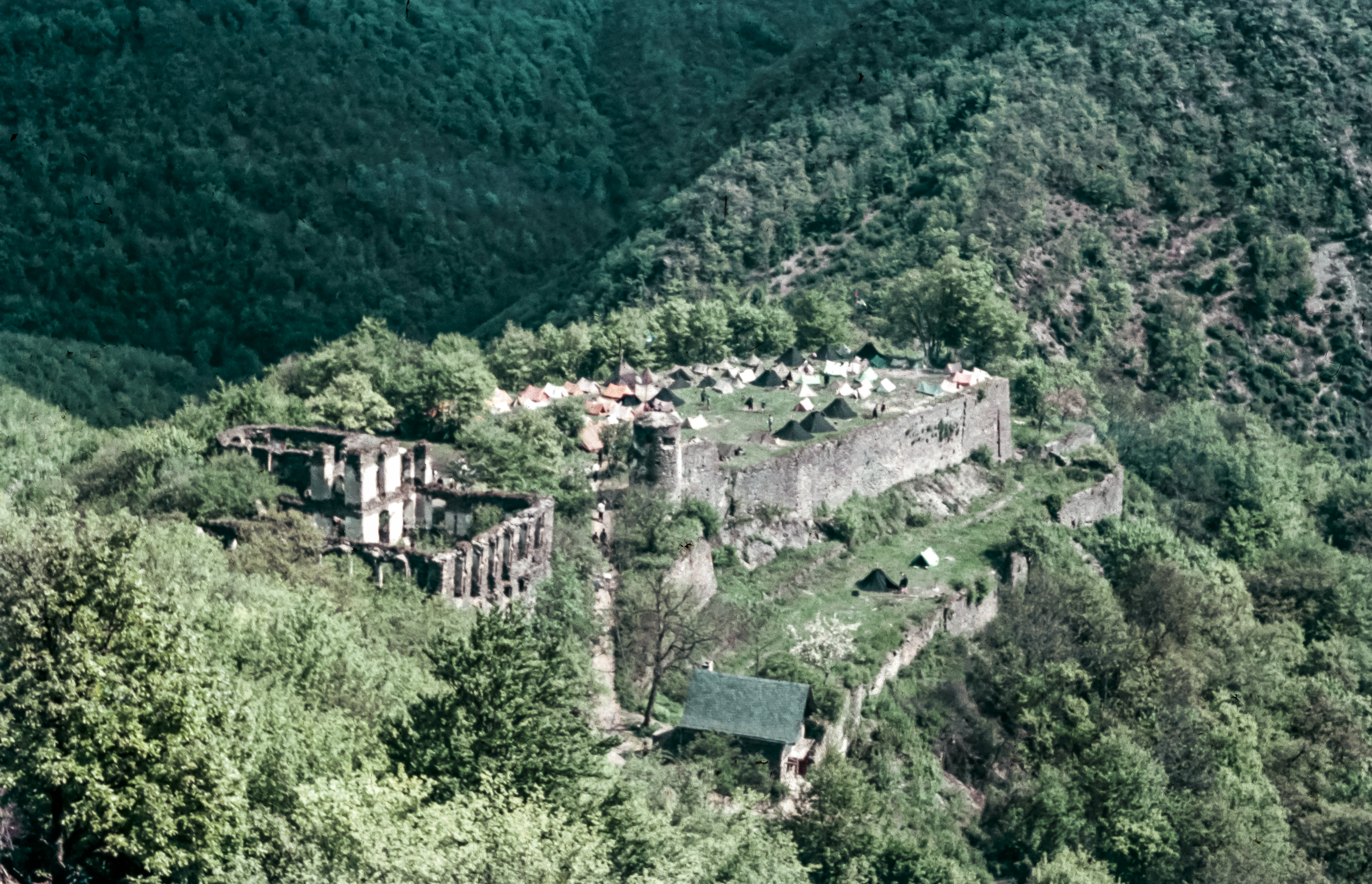
Burg Waldeck (Hunsrück)

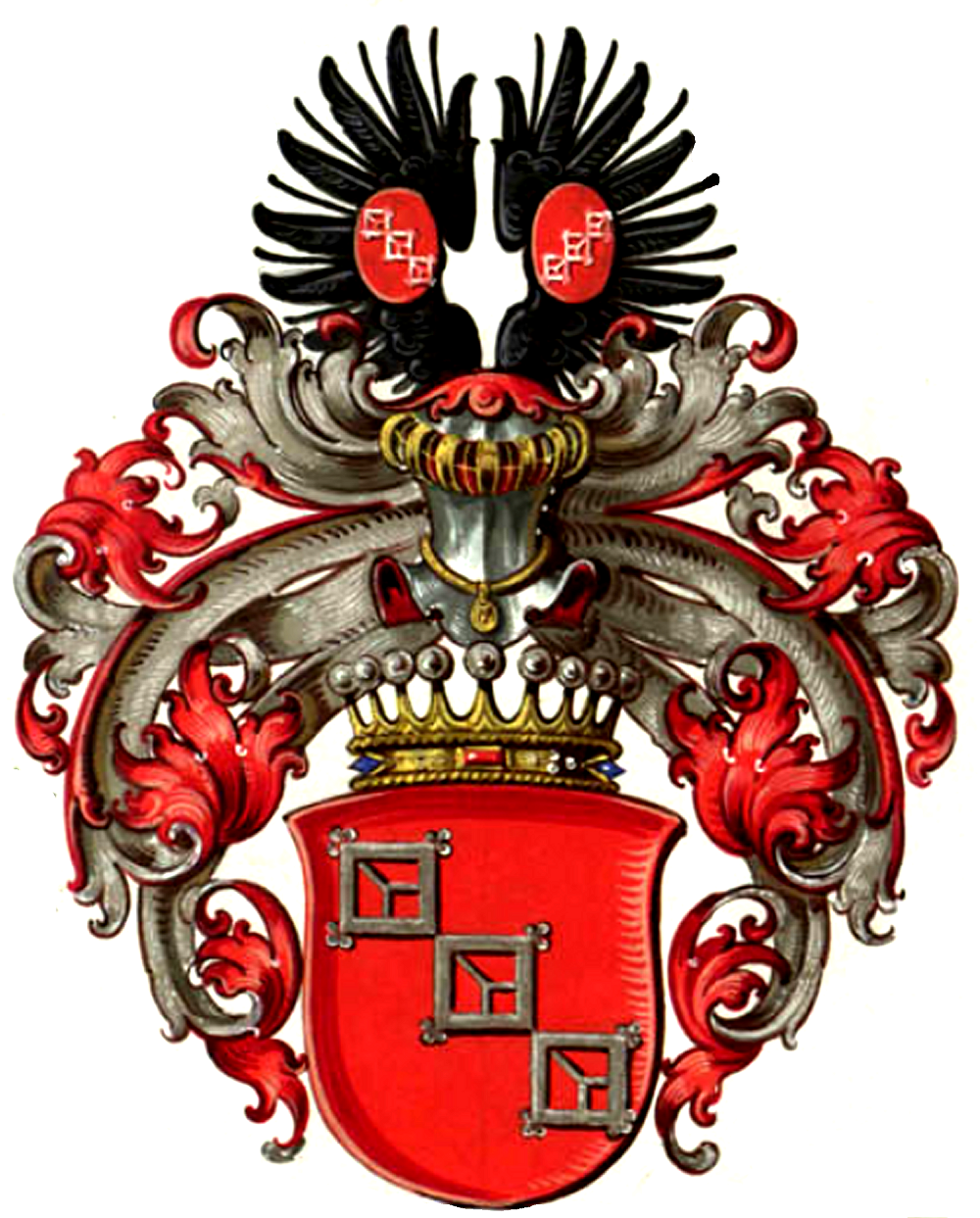
Wappen der Grafen Boos von Waldeck

Die Herrschaft Waldeck war ein reichsunmittelbares Territorium im heutigen Rhein-Hunsrück-Kreis in Rheinland-Pfalz um die auf einem Bergsporn im Baybachtal im Vorderhunsrück gelegene Burg Waldeck. Sie umfasste im Wesentlichen die Ortschaften Dorweiler, Korweiler und Mannebach. Besitzer war das Ministerialengeschlecht derer von Waldeck, von denen ein Zweig, das Haus Boos von Waldeck, im Laufe der Jahrhunderte an Bedeutung gewann und sich in der frühen Neuzeit die reichsunmittelbare Herrschaft Waldeck sichern konnte. Bis dahin war das Gebiet wechselweise Lehen der Erzbischöfe von Köln, der Pfalzgrafen bei Rhein, der Erzbischöfe von Trier oder der Grafen von Sponheim. Die Herrschaft bestand rechtlich bis zum Frieden von Lunéville (1801), faktisch allerdings nur bis zur Besetzung des Linken Rheinufers durch französische Revolutionstruppen im Jahre 1794.
Die mittelalterliche Burg selbst wurde 1689 im Zuge des Pfälzischen Erbfolgekriegs von französischen Truppen niedergebrannt und zerstört.  Das Mitte des 18. Jahrhunderts auf den planierten Resten erbaute Jagdschloss wurde während der sogenannten Franzosenzeit vom französischen Staat enteignet und 1813 durch die französische Verwaltung versteigert. Die Gebäude wurden 1833 teilweise abgebrochen.